# Дорофіївка (Тернопільський район)

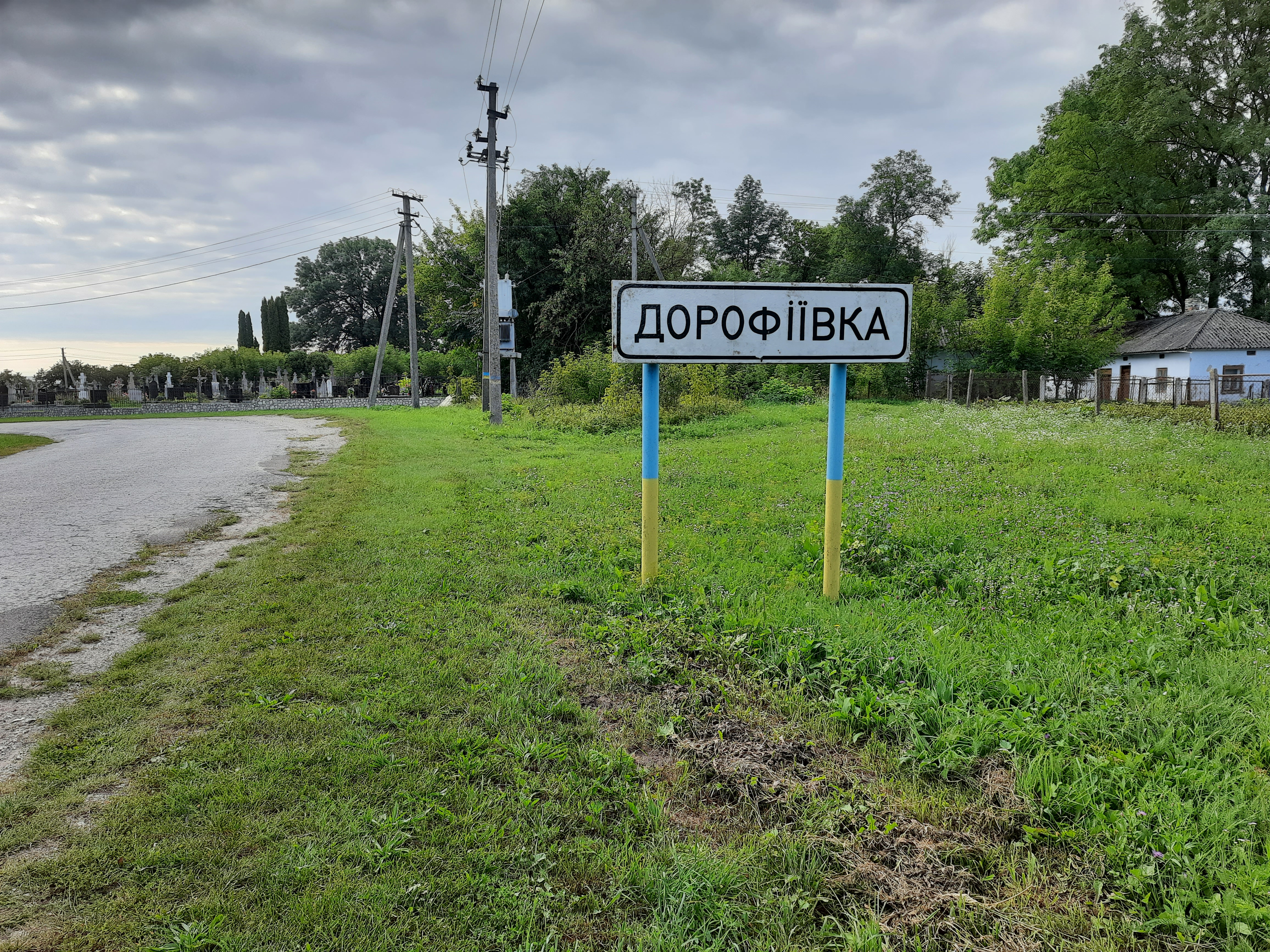
В'їзд у село

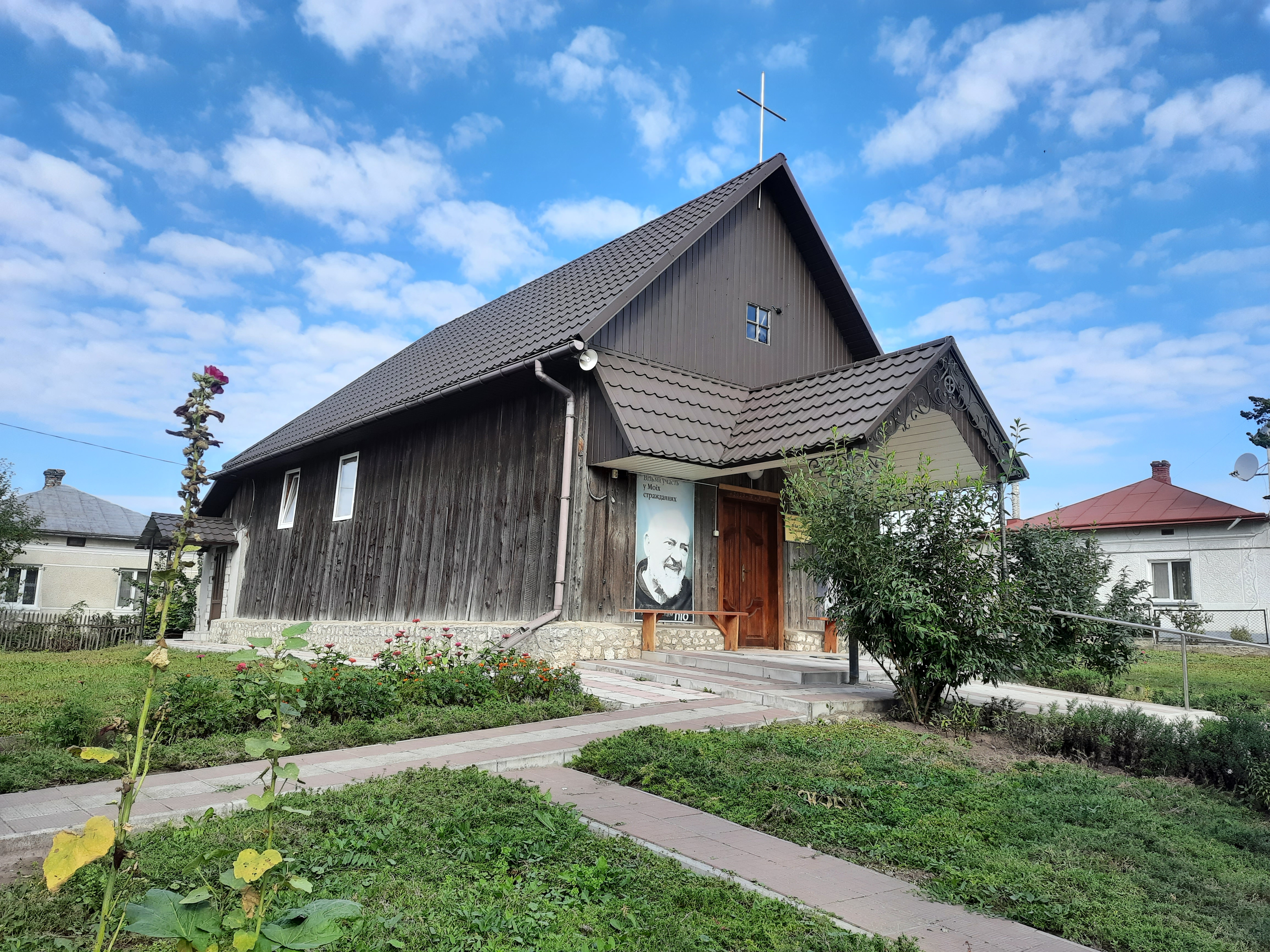
Римо-католицька каплиця святого Станіслава (1877р)

Дорофі́ївка — село в Україні, у Підволочиській селищній громаді Тернопільського району Тернопільської області. Розташоване на річці Збруч, на сході району. До 2015 центр сільради. До села приєднано хутори Гребля та Підлан.
Від вересня 2015 року ввійшло у склад Підволочиської селищної громади.
Населення — 456 осіб (2003).

## Історія
Поблизу Дорофіївки виявлено археологічні пам'ятки черняхівської та давньоруської культур.
Перша писемна згадка — 1571 як містечко Дорофієвець, власність Костянтина Острозького. 1572 Є. Гойському надано привілей на проведення ярмарків і торгів у Дорофіївці 1613 належало князям Вишневеньким.
Діяло товариство «Просвіта».
12 червня 2020 року, відповідно до розпорядження Кабінету Міністрів України  № 724-р «Про визначення адміністративних центрів та затвердження територій територіальних громад Тернопільської області», увійшло до складу Підволочиської селищної громади.
19 липня 2020 року, в результаті адміністративно-територіальної реформи та ліквідації Підволочиського району, село увійшло до складу новоствореного Тернопільського району.

## Населення
Згідно з переписом УРСР 1989 року чисельність наявного населення села становила 523 особи, з яких 226 чоловіків та 297 жінок.
За переписом населення України 2001 року в селі мешкало 480 осіб.

### Мова
Розподіл населення за рідною мовою за даними перепису 2001 року:
| Мова       | Відсоток |
| ---------- | -------- |
| українська | 99,38 %  |
| російська  | 0,42 %   |
| інші       | 0,20 %   |

## Пам'ятки

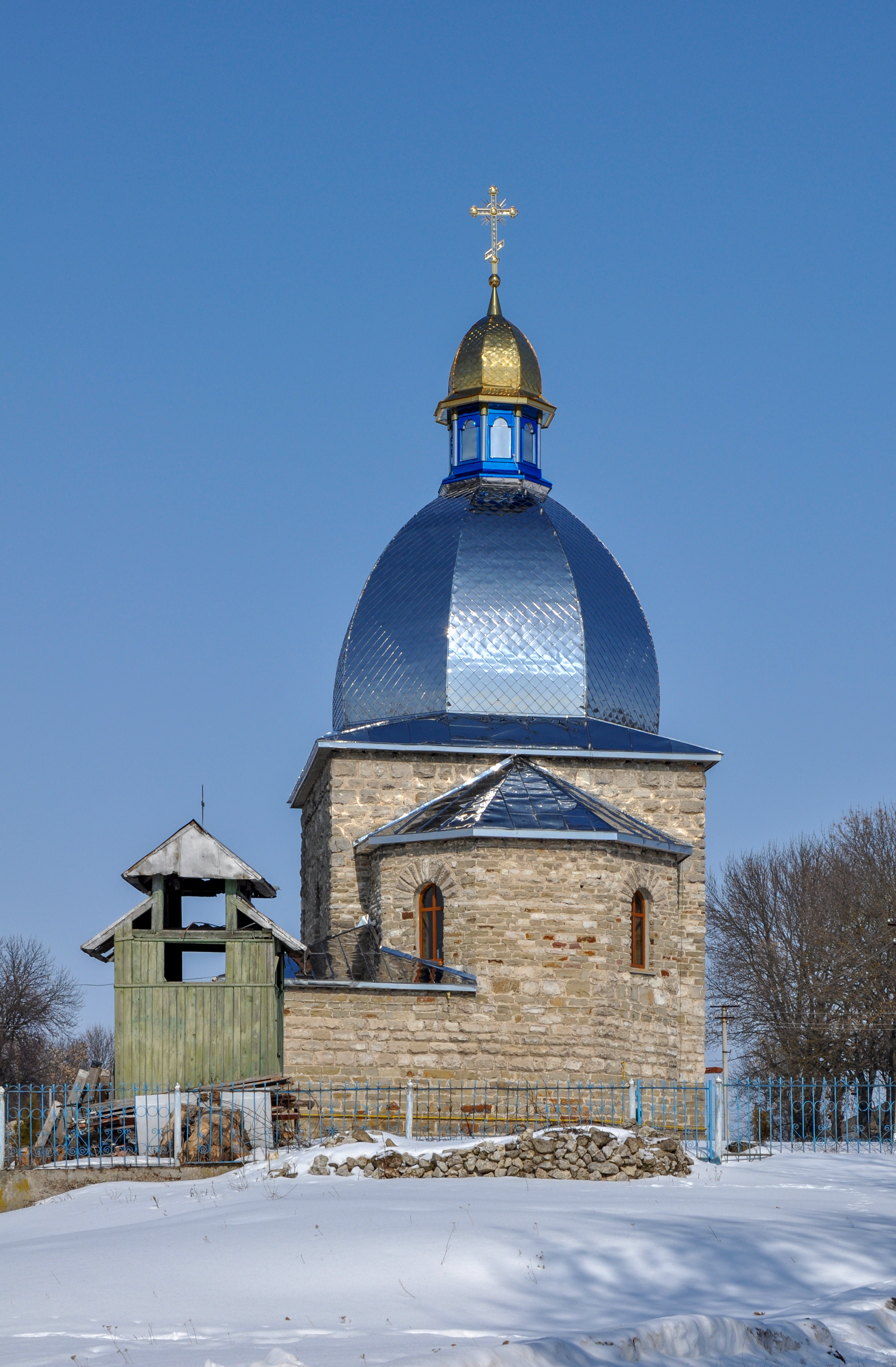
Церква

- церква святої великомучениці Параскеви П'ятниці (1938; кам'яна, ПЦУ),
- каплиця святого Станіслава Костки (1877; РКЦ, дерев'яна),
- «фігура» на честь скасування панщини (1890).

Споруджено пам'ятник воїнам-односельцям, полеглим у Німецько-радянській війні (1985; скульптор Я. Мотика).

## Відомі люди

### Народилися
- Вернигора Вадим Васильович (1987—2015) — солдат Збройних сил України, учасник російсько-української війни 2014—2018,
- Андрій Жуковський (1889—1951) — адвокат, громадсько-політичний діяч, доктор права,
- Сатурнін Квятковський (1856—1902) — польський історик, член Історичного товариства у Львові,
- вчений-математик О. Іващук (нині працює в ТНЕУ )
- Засновник клубу ФК Дорофіївка, заслужений громадський діяч Флінта А.Я.